# Leemte in de taal
Een leemte in de taal of taalleemte is het ontbreken in de taal van een woord of standaarduitdrukking voor iets concreets in de werkelijkheid of een bepaald concept. Een dergelijk gat in de taal valt met name op als er voor hetzelfde in een andere taal wel een specifieke term bestaat. Taalleemten leveren met name problemen op bij het vertalen.

## Taalleemten binnen het Nederlands
- Voor de drie tenen tussen de grote en de kleine teen bestaan geen aparte aanduidingen.
- Voor een kind ouder dan een kleuter, maar jonger dan een puber heeft het Nederlands geen woord.

## Voormalig taalleemten binnen het Nederlands
- Het Nederlands had lang geen hyperoniem voor kinderen van hetzelfde ouderpaar, terwijl veel andere talen dit wel kennen, in het Engels sibling, in het Frans fratrie en het Duits heeft Geschwister. Een recent neologisme dat stamt uit de pedagogiek, doch dat elders nog niet veelvuldig gebruikt wordt in het Nederlands, is brus[1], een portmanteau van broer en zus. In academische taal wordt ook het leenwoord sibling gebruikt.
- Vanwege het ontbreken van een woord voor het balkje dat de boodschappen scheidt op de lopende band van de kassa in een supermarkt, werd hiervoor in 1997 beurtbalkje bedacht, een woord dat een paar jaar later ook in Van Dale werd opgenomen.
- Het bordje waarop men een nat theezakje kan leggen nadat het uit de thee is gehaald, is door Douwe Egberts theetipje genoemd.[2]
- Voor de binnenkant van de elleboog wordt nu ook wel het woord elleboogholte gebruikt.
- Het Nederlands had geen woord voor het geluid/gebaar waarbij de lippen op elkaar worden geperst en een soort van pfff/prrr wordt geproduceerd als een algemene blijk van afkeuring of als een variant op een zucht. In het Engels wordt hiervoor het woord raspberry gebruikt (waar de Golden Raspberry Award voor slechte films naar genoemd is - in het Nederlands (te) letterlijk vertaald als Gouden Framboos). In het Italiaans wordt hier het woord pernacchia voor gebruikt. Sinds 2009 is het Nederlandse equivalent lipscheet opgenomen in de Van Dale.

## Het Nederlands versus andere talen
Van sommige typisch Nederlandse woorden, zoals gezellig, wordt soms beweerd dat ze onvertaalbaar zijn. Maar bijvoorbeeld het Engels heeft de qua betekenis gedeeltelijk overeenkomende woorden snug en cosy en het Duits heeft gemütlich. Andere woorden, zoals natafelen of uitbuiken, zijn wel volledig onvertaalbaar gebleken. Ook voor bijvoorbeeld het begrip binnenpretje bestaat in diverse Europese talen geen vaste term.

#### Nederlands en Engels
Er wordt wel beweerd dat de Nederlandse uitdrukking kopjes geven geen equivalent heeft in andere talen, zoals het Engels. Het Engels kent hier echter wel omschrijvingen voor: to push its head (against someone) of to nuzzle (up) (against someone).

#### Nederlands en Duits
Het Nederlands heeft geen standaardequivalent voor Drachenfutter, een cadeautje dat een man aan zijn vrouw geeft wanneer hij iets heeft goed te maken.

## Taalleemten en taaldiversiteit
Naarmate de talen die met elkaar worden vergeleken verder van elkaar af staan, doen taalleemten zich navenant vaker en sterker voor. Niet alleen zijn dit in de regel talen van totaal andere culturen, ook zijn begrippen die in de westerse cultuur alledaags zijn daar soms volslagen onbekend en andersom, de realia.